# 러브픽션
《러브픽션》은 2012년 개봉한 대한민국의 영화로, 전계수가 연출하고 시나리오를 썼다. 주연에 하정우(주월/마형사), 공효진(희진/혜영), 조연에 이병준(M), 지진희(주로), 유인나(수정/경숙)이 출연한다. 구주월이 평생 바래온 완벽한 여인 희진을 만나지만 점점 그녀에 대한 환상이 깨지면서 벌어지는 스토리다.‘누구나 한번쯤 꿈꾸던’ 판타지적 로맨스나 허상이 아닌, ‘누구나 한번쯤 경험하고 고민했던’ 현실적인 연애와 사랑을 담아낸 영화다.

## 시놉시스
평생 제대로 된 연애 한번 못한 소설가 31살 구주월(하정우) 앞에 완벽한 여인 희진(공효진)이 나타난다.  희진을 자신의 여자로 만들기 위해 모든 수단과 방법을 가리지 않은 구주월은 마침내 희진과의 연애를 시작한다. 그러나 시간이 지날수록 희진의 남들과는 다른 괴상한 모습에 환상이 깨져만 가는데... 구주월은 평생 염원해온 연애를 무사히 성공할까?

## 캐스팅
- 하정우 - 주월 / 마 형사 역
- 공효진 - 희진 / 혜영 역
- 조희봉 - 곽 대표 / 곽 반장 역
- 이병준 - M 역
- 지진희 - 주로 역
- 유인나 - 수정/경숙 역
- 김성기 - 표박사 역
- 곽도원 - 황감독 역
- 김지훈 - 황/류형사 역
- 서현우 - 의규 역
- 최두리 - 경자 역
- 최유화 - 민지/베로니카 역
- 박영수 - 영식/조사장 역
- 아용주 - 시삽 역
- 심영민 - 김대표 역
- 이윤희 - 최대표 역
- 이준혁 - 정교수 역
- 김혜화 - 마이 역
- 김재화 - 주희 역
- 박준면 - 백선영 역
- 원태 - 백선일 역
- 이은채 - 백선희 역
- 전석 - 백선삼 역
- 백병철 - 백선사 역
- 전계순 - 백선오 역
- 장동찬 - 희진 아버지 역
- 강신철 - 희진 전남편 역
- 유태오 - 독일출판사 비서 역
- 손병욱 - 주월 고등학교 담임 역
- 전수지 - 미술선생님 역
- 김혜지 - 미장원 누나 역
- 치우 - 고딩 주월 역
- 김윤섭 - 어린 주월 역
- 임현서 - 어린 여자 역
- 구자승 - 신부 역
- 황병효 - 미술실 관람 학생 1 역
- 장영빈 - 미술실 관람 학생 2 역
- 김수진 - 미술실 관람 학생 3 역
- 송아름 - 희진 동료 역
- 이진웅 - 료련 선생 역
- 신재영 - 청소부 아주머니 역
- 설창희 - 동호회장 역
- 김진래 - 지하철 덩치 1 역
- 정동철 - 지하철 덩치 2 역
- 홍주용 - 강도 역
- 김근현 - 민지 오빠 역
- 박재한 - 중고차 판매원 역
- 김남순 - 등산객 아주머니 역
- 김정 - 등산객 아주머니 역
- 안현경 - 선교단 역
- 변봉식 - 선교단 역
- 안석운 - 선교단 역
- 김동인 - 선교단 역
- 성민규 - 옐로우서브마린 커플 역
- 강화선 - 옐로우서브마린 커플 역
- 안응민 - 주월 집 앞 커플 역
- 김지형 - 주월 집 앞 커플 역
- 이예영 - 떡볶이 포창마차 학생들 역
- 김재민 - 떡볶이 포창마차 학생들 역
- 김효미 - 떡볶이 포창마차 학생들 역
- 이규원 - 버스 취객 역
- 지인숙 - 임안젤라 (사진) 역
- 배성재 - 축구 중계 캐스터 역
- 박하나 - 스튜어디스1 역

## 수상 및 후보
- 제 48회 백상예술대상 (2012) - 영화 시나리오상 (전계수)[1]

## 관련 일화
- 러브픽션은 준비는 2007년도부터였다. 전계수 감독이 2007년 미장센 영화제 뒷풀이 자리에서 배우 하정우에게 영화 얘기를 전했고, 1년 뒤에 시나리오를 전했다. 그리고 2010년도에 배우 공효진이 합류하게 되었고, 2011년 여름부터 촬영이 시작된 것. 무려 5년이 걸린 영화이다.[2]
- 극 중에서 화제가 된 공효진의 겨드랑이 털은 분장팀의 놀라운 기술로 탄생한 가짜 털이다. 정말 리얼해서 연기에 몰입이 잘 됐다는 후문. 사실 감독은 공효진에 실제로 털을 길러보라고 권유했지만, 계속되는 다른 영화촬영, 광고촬영으로 인해 기를 수는 없었다.[3]
- 일명 '겨털녀' 희진역할은 겨털 공개때문에 출연을 고사한 여자배우들이 많았다. 하지만 배우 김옥빈은 희진역에 대해 가득찬 열망이 있었고, 몇 차례 감독을 쫓아다니면서 졸랐지만 결국 캐스팅은 무산됐다.[4]
- OST는 최고의 음악 스태프와 최정상 뮤지션과 함께 작업하여 관객들의 귀까지 사로잡았다. 집시 기타리스트로 유명한 박주원과 홍대 여신이라 불리는 싱어송 라이터 타루의 참여했으며, 전계수 감독이 직접 작사하고 하정우가 직접 피처링하여 화제가 됐다.
- 전계수 감독은 시나리오를 쓸 때 알랭 드 보통의 사랑에 대한 단상을 담은 소설에서 영감을 받았다고 한다. 남자와 여자의 연애과정을 재밌는 시각으로 바라보는 태도와 직관이 인상깊었다고. 또, 그 외에 존 큐잭과 잭 블랙 주연의 영화 '사랑도 리콜이 되나요'를 참고 했다.[5]

## OST
미러볼뮤직에서 2012년 2월 27일 배급한 OST앨범이다.
- 1. 러브픽션 – 박주원
- 2. 방울토마토 – 김지훈
- 3. 하이파 여인 – 박주원
- 4. For Suicide – 김동기
- 5. Chanson De Ma Vie – 전유진
- 6. 구애서한 – 김동기
- 7. True Love –서교동꽃거지
- 8. Romantic Night – 김동기
- 9. Romantist – 이태경
- 10. 바람에 기대어 – 전유진
- 11. Sweet Amore – 박주원
- 12. Detective Ma – 김동기
- 13. I Wanna Know You – 김지훈
- 14. Failure – Wild Dingo
- 15. A Detective’s Feeler – 김동기
- 16. Mephistoculas – 김동기
- 17. Laid Back – 전유진
- 18. Inside Of Me – 타루
- 19. Contrast – 박주원
- 20. Know – 전유진
- 21. 알라스카 – 하정우
- 22. 또 다른 알라스카 - 상운

## DVD
KD MEDIA에서 2012년 6월 20일에 발매한 DVD이다.

### 기본정보
- 출연자 : 하정우, 공효진
- 감독 : 전계수
- 제작배급 : (주)케이디미디어
- 화면비율 : 2.35:1
- 음향 : DOLBY DIGITAL 5.1 SURROUND
- 더빙 : KOREAN
- 자막 : KOREAN, ENGLISH
- 지역코드 : 대한민국,동남아시아
- 등급 : 15세이용가
- 미디어 : 1 DVD

### 부가영상
- 촬영 스케치 (8:00)
- NG장면 (4:36)
- 삭제장면 (20:32)
- 예고편 (1:28)
- 뮤직비디오 (3:27)
- 스틸갤러리 (2:00)